# Ilyo Point
Der Ilyo Point (englisch; bulgarisch Нос Ильо Nos Iljo) ist eine schmale felsige und 600 m lange Landspitze an der Ostküste von Clarence Island im Archipel der Südlichen Shetlandinseln. Sie liegt 4,77 km nördlich von Sugarloaf Island, 1,17 km südlich des Kakrina Point und 5,45 km südlich des Kap Lloyd an der Südseite der Einfahrt zur Smith Cove.
Britische Wissenschaftler kartierten sie 1972 und 2009. Die bulgarische Kommission für Antarktische Geographische Namen benannte sie 2014 nach dem bulgarischen Rebellenführer Iljo Wojwoda (1805–1898).